# Hyalopteryx rufipennis
Hyalopteryx rufipennis är en insektsart som beskrevs av Toussaint de Charpentier 1843. Hyalopteryx rufipennis ingår i släktet Hyalopteryx och familjen gräshoppor. Inga underarter finns listade i Catalogue of Life.